# Jihadisme
Jihadisme (ook wel djihadisme) is een vorm van islamisme die met geweld of gewapende strijd (jihad) ernaar streeft om een bepaalde versie van de islam op te leggen aan de samenleving, wat zal resulteren in de vestiging van een islamitische staat of kalifaat. Een aanhanger van het jihadisme heet een jihadi of jihadist, meervoud jihadi's of jihadisten (ook gespeld als djihadi of djihadist).

## Etymologie

### Oorsprong
De oorsprong van de benaming ligt bij de voorstanders ervan (zoals Osama bin Laden) zelf, die het woord jihadi in vele publieke toespraken en teksten en pamfletten gebruikten. Soms wordt het in meer algemene zin gebruikt voor een ieder die op vurige en hardnekkige wijze iets nastreeft. In het Arabisch wordt in plaats van jihadi gesproken van 'moedjahid' (meervoud: moedjahedien) als het gaat om mensen die de jihad nastreven. Het ontstaan van het woord 'jihadi' uit 'jihad' zou mogelijk kunnen zijn gebaseerd op het voorbeeld van het woordeinde -i, wat verwijst naar de plaats van oorsprong, zoals "Saoedi", "Pakistani", Afghani of "Misri" (van Egypte of de Arabische naam 'Misr' voor dat land).

### Verbreiding
Het woord (d)jihadi's werd al in 1993 in het kader van het Kasjmirconflict gebruikt voor "[moslim]fundamentalisten uit Pakistan, Afghanistan en het Midden-Oosten die naar Kashmir trekken om er de 'heilige oorlog' uit te vechten". Tegen 2000 was het begrip jihadisme in Pakistaanse en Indiase media mainstream geworden, maar nog niet daarbuiten. Sinds de aanslagen op 11 september 2001, het begin van de Afghaanse Oorlog in oktober 2001 en de strijd tegen Al Qaida is het begrip ook in het westen gangbaar geworden.

### Definities
In 2003 stelde de Middle East Quarterly dat "jihadisme momenteel wordt gebruikt om te verwijzen naar de gewelddadigste personen en bewegingen in de hedendaagse islam, waaronder Al Qaida.
Volgens de NOS (2006) wordt er meestal mee verwezen naar personen die zich bezighouden met islamitisch terrorisme of de (onder)steuning ervan.
De Nationaal Coördinator Terrorismebestrijding en Veiligheid (NCTV) hanteerde in het rapport Ideologie en strategie van het jihadisme (december 2009) de volgende definitie: "Jihadisme is een stroming binnen de politieke islam die op basis van een specifieke invulling van de salafistische leer en op basis van het gedachtegoed van Sayyid Qutb door middel van een gewapende strijd (jihad) streeft naar een mondiale heerschappij van de islam en de heroprichting van de Islamitische Staat (Kalifaat)."
Volgens islamhervormer Maajid Nawaz, een prominent ex-lid van Hizb ut-Tahrir en voorzitter van de contra-extremismedenktank Quilliam, is "islamisme de wens om eender welke versie van de islam aan de samenleving op te leggen", "jihadisme het gebruik van geweld om islamisme te verspreiden" en is er sprake van jihadistisch terrorisme als men daarbij burgers als doelwit kiest.